# Фентрес (окръг, Тенеси)
Окръг Фентрес (на английски: Fentress County) е окръг в щата Тенеси, Съединени американски щати. Площта му е 1292 km², а населението – 16 625 души (2000). Административен център е град Джеймстаун.